# Mallinella vietnamensis
Mallinella vietnamensis är en spindelart som beskrevs av Ono 2003. Mallinella vietnamensis ingår i släktet Mallinella och familjen Zodariidae.
Artens utbredningsområde är Vietnam. Inga underarter finns listade i Catalogue of Life.